# 漢東郡 (西魏)
漢東郡，西魏設置的郡。
東晉時設置馮翊郡（僑郡）。劉宋大明元年（457年）割襄陽郡西界為該郡實土。寄治今湖北省宜城市東南，下領鄀縣（舊屬襄陽郡）及蓮勺、高陸2個僑縣。蕭齊因之。蕭梁天監六年（507年）六月投降北魏。西魏時改稱漢東郡。北周因之。隋朝開皇三年（583年）廢郡。